# Складиштења медицинског кисеоника
Складиштења медицинског кисеоника је део логистичких активност и систему здравства којим се реализује чување овог медицинског лека. Оно има незаменљиву улогу у повезивању производње, транспорта и потрошње овог гаса, од виталног значаја за животно угрожене болеснике на оксигенотерапији. У свакодневној пракси кисеоник се може складиштити у течном (у расхлађеним танкерима) или гасовитом облику (компримованог у гасним цилиндрима).

## Складиштење течног кисеоника
Течни кисеоник складишти се у расхлађеним танкерима до температура од -182,96˚С, до момента коришћења. Ово је најчешћи начин складиштења кисеоника у болницама, у којима се кисеоник троши у великим количинама.
Пре употребе кисеоник се загрева, да би се из течног стања ослободио као гаса.

## Складиштење компримованог кисеоника
Компримовани кисеоник чува се у гасним цилиндром (боцама), за чије чување није потребно хлађење (као за складиштење течног кисеоника).
Кисеоник складиштен у челичним боцама, је високе чистоће са свега 0,5% примеса, и то углавном азота и влаге.

## Кисеонички цилиндри за складиштење и транспорт кисеоника
Кисеонични цилиндри су боце од специјалног челика, различите величине - запремине, чији зидови могу да издрже двоструко већи притисак кисеоника од оног у коме у пракси износи од 120 - 150 atm (у просеку око 150 atm). 
Према величини у употреби су цилиндри од 40 литара (који садрже 6.000 литра кисеоника), 10 литра (који садрже 1.500 литра кисеоника), и од 2 литра (са 300 литара кисеоника). 
Израчунавање количине кисеоника у боцама
Запримина кисеоника у боци изражава се у литрима, а израчунава се тако што се запримина боце У литрима (утиснуто на боци) множи са притиском кисеоника у атмосферама (очитано на манометру), према формули: 
Обележавање боца
Како се у здравственим установама користи више врста гасова (кисеоник, азот, угљен диоксид), да би се избегле грешке у руковању и складиштењу боце се означавају;
- Различитим бојама (за кисеоник белом бојом)
- Различитим пречником навоја на цилиндру за прикључивање редукционог вентила на боцу.

## Мере за чување цилиндара и руковање
Боце са кисеоником, треба складиштити далеко од извора топлоте и запаљивих материја у сувим и добро вентилираним просторијама, по кључем. Да би се обезбедила максимална сигурност приликом скдаиштењаи руковања боцом треба се придржавати следећих правила:
- Боце треба држати у хладним и добро вентилираним просторијама, које нису директно изложене сунчевим зрацима или неком другом извору топлоте.
- Просторија мора бити осигурана од пожара, и њој се не сме пушити.
- Боце морају како при транспорту тако и при складиштењу осигуране од пада.
- Боце се складиште у усправном положају, причвршћене за зид или сталак, металним или кожним држачима. * Боце морају да буду чисте и суве.
- Вентили на боцама не смеју се дирати масним рукама или чисте замашћеним крпама због опасност од експлозије.
- Када се отвара главни вентил, треба га отворити до краја, а затим вратити до половине. Ако вентил остане отворен до краја, то може довести у заблуду да је вентил затворен, а сваки покушај да се форсирањем отвори, може да довести до оштећења вентила.
- Пре употребе, проверава се да ли су вентили добро затегнути и да кисеоник случајно негде не цури.